# Foro
Foro är en flod i Abruzzo i Italien. Den var en av marrucinernas gränsfloder. Floden har två armar som båda utgår från Pretoro och som flyter ihop i kommunen Fara Filiorum Petri i provinsen Chieti i regionen Abruzzerna. Floden mynnar i Adriatiska havet vid Ortona, strax söder om Pescara.